# I Will Follow Him
"I Will Follow Him" là một bài hát nhạc đại chúng lần đầu tiên được Franck Pourcel thu âm vào năm 1961 với tư cách là một bài nhạc không lời có tựa đề " Chariot ". Bài hát đã đạt được thành công lớn nhất khi được ca sĩ người Mỹ Little Peggy March thu âm với lời bài hát tiếng Anh vào năm 1963. Âm nhạc được viết bởi Franck Pourcel (sử dụng bút danh JW Stole) và Paul Mauriat (sử dụng bút danh Del Roma). Bài hát được Arthur Altman điều chỉnh. Lời bài hát tiếng Anh được Norman Gimbel viết.

## Phiên bản không lời
Bài hát này lần đầu tiên được Franck Pourcel thu âm dưới dạng nhạc không lời, và được phát hành vào năm 1961 trên LP Châu Âu , Danse, Et Violons. Số 17 và trên một EP trên nhãn La Voix de son Maître. Pourcel đồng sáng tác bài hát với bạn của anh ấy và đồng nghiệp ban nhạc người Pháp Paul Mauriat. Mauriat sau đó đã thu âm một phiên bản nhạc cụ, được phát hành trong album Paul Mauriat Plays the Hit of 1976.
Năm 1963, Percy Faith phát hành một phiên bản nhạc cụ, có tựa đề là "Tôi sẽ theo bạn", là bài hát chính ở mặt 1 của album có tựa đề Chủ đề cho những người yêu trẻ. Các album dành 28 tuần trên bảng xếp hạng Billboard bảng xếp hạng của 'Top LP, đạt số 32, và giúp Percy Faith có một đĩa vàng.

## Phiên bản Petula Clark
Năm 1962, Petula Clark phát hành phiên bản tiếng Pháp của bài hát, có tựa đề " Chariot " (lời của Jacques Plante), đạt vị trí số 1 ở Wallonia, Số 2 ở Pháp, và số 8 ở Flanders, và kiếm được cho Clark một đĩa vàng. Phiên bản tiếng Anh của cô đạt vị trí thứ 4 tại Đan Mạch, nơi nó được phát hành bởi Vogue, nhưng không thể xếp hạng ở Anh và Mỹ, nơi nó được phát hành bởi Pye và Laurie. Clark cũng thu âm các phiên bản tiếng Ý và tiếng Đức của bài hát, với phiên bản tiếng Ý của cô, "Sul mio carro", đạt vị trí thứ 4 ở Ý, và phiên bản tiếng Đức của cô, "Cheerio", đạt vị trí thứ 6 ở Tây Đức.

## Phiên bản Little Peggy March
Năm 1963, phiên bản "I Will Follow Him" của Little Peggy March, với bài hát kèm "Wind Up Doll", được phát hành bởi RCA Victor. Phiên bản của tháng 3 đã dành 14 tuần cho Billboard Hot 100, đạt vị trí số 1 vào ngày 27 tháng 4 năm 1963 và dành ba tuần ở vị trí này, khiến nữ nghệ sĩ trẻ nhất 15 tuổi có được bảng xếp hạng ở Mỹ -topping đơn. Phiên bản của cô cũng đạt vị trí số 1 tại Úc, Hồng Kông, Israel, Nam Phi, Uruguay, Cuộc diễu hành CHUM của Canada, "Đòn bẩy" của New Zealand Hit Parade", và Billboard ' Hot R &amp; B Singles.